# Giovanni Viola

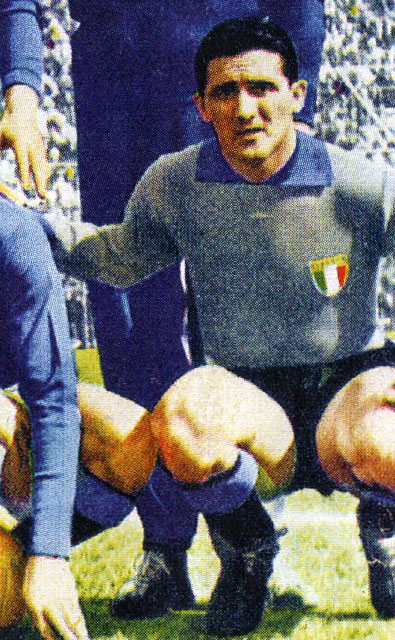
Giovanni Viola en 1956

Giovanni Viola fue un futbolista italiano nacido el 20 de junio de 1926 en San Benigno Canavese (Turín) y fallecido el 7 de julio de 2008. Fue considerado como uno de los mejores guardametas de la historia del fútbol italiano de la posguerra (en palabras del mismísimo Dino Zoff).
Alineó primero en Carrarese, Côme, Lucchese y Brescia, debutando en la Serie A con 20 años de edad en la Juventus de Turín (el club que lo formó como jugador) el 10 de febrero de 1946, en una victoria sobre el Atalanta BC 2-0, llegando a ser titular indiscutible del club durante casi siete temporadas y unos 244 partidos oficiales por el campeonato, tomando el lugar de una leyenda del club como Sentimenti IV, logrando el Scudetto de 1950 a los 23 años.
Con la selección italiana debutó el 23 de junio de 1954 en el Mundial con derrota ante Suiza por 1-4. Llegó a ser internacional italiano en 11 ocasiones, jugando su último partido el 1 de julio de 1956 en el estadio Maracaná en Río de Janeiro.
Durante su estancia en el conjunto bianconero, donde se retiraría, conquistó tres Scudettos y compartió equipo con grandes jugadores como Carlo Parola, Giampiero Boniperti, John Hansen y Ermes Mucinelli, dejando finalmente la titularidad del equipo en favor de Carlo Mattrel en 1957.

## Trayectoria
- Carrarese.
- Côme.
- Lucchese.
- Brescia Calcio.
- Juventus FC (1945 a 1958).

## Palmarés
- 3 Scudettos con la Juventus FC (1950; 1952 y 1958).

## Enlaces
- Información sobre el jugador (enlace roto disponible en Internet Archive; véase el historial, la primera versión y la última). (en italiano).

- Datos: Q741790
- Multimedia: Giovanni Viola / Q741790